# Илюхин, Павел Андреевич
Павел Андреевич Илюхин (17.07.1915 — ?) — бригадир слесарной бригады Московского завода «Салют» Министерства судостроительной промышленности СССР, Герой Социалистического Труда (1971).

## Биография
Родился 17 июля 1915 года в селе Черновское (сейчас — Большеболдинский район Нижегородской области).
Во время Великой Отечественной войны работал на эвакуированном из Москвы в город Петровск Саратовской области заводе № 251 Наркомата оборонной промышленности СССР (производство оборудования для кораблей ВМФ).
В 1946—1983 годах слесарь, бригадир слесарной бригады, руководитель экспериментальной мастерской механосборочных работ инструментального цеха завода № 703 (с 1966 года — Московский завод «Салют») в Москве — выпуск радиолокационных станций (РЛС), систем наблюдения и управления стрельбой корабельной артиллерии.
Слесарь высшей квалификации.
Указом Президиума Верховного Совета СССР от 26 апреля 1971 года (закрытым) «за выдающиеся заслуги в выполнении заданий пятилетнего плана» Илюхину Павлу Андреевичу присвоено звание Героя Социалистического Труда.
С 1983 года – на пенсии. Жил и умер в Москве.

## Награды
- 2 ордена Ленина (28.04.1963, 26.04.1971)
- медали.